# Cynanchum dimidiatum
Cynanchum dimidiatum là một loài thực vật có hoa trong họ La bố ma. Loài này được (Hassk.) Boerl. mô tả khoa học đầu tiên năm 1899.